# Карл Гюнтер (князь Шварцбург-Зондерсгаузену)
Карл Гюнтер (нім. Karl Günther), (нар. 7 серпня 1830 — пом. 28 березня 1909) — князь Шварцбург-Зондерсгаузену у 1880—1909 роках. Син попереднього князя Шварцбург-Зондерсгаузену Гюнтера Фрідріха Карла II та принцеси Шварцбург-Рудольштадтської Кароліни Ірени Марії.
Генерал від інфантерії прусської армії (18 вересня 1886). Кавалер кількох орденів.
У 1906 році отримав серйозну травму на полюванні і решту життя провів на лікарняному ліжку. Після його смерті Шварцбург-Зондерсгаузеном в особистій унії зі Шварцбург-Рудольштадтом правив Гюнтер Віктор, який походив з іншої гілки дому Шварцбургів.

## Біографія

### Спадкоємний принц
З'явився на світ 7 серпня 1830 року в Арнштадті. Був третьою дитиною та другим сином у родині спадкоємного принца Шварцбург-Зондерсгаузену Гюнтера Фрідріха Карла та його першої дружини Кароліни Ірени Марії Шварцбург-Рудольштадтської. Мав старшу сестру Єлизавету Кароліну та брата Гюнтера, який помер у 1833 році, а також меншого брата Леопольда. Князівством в цей час правив їхній дід Гюнтер Фрідріх Карл I.
Втратив матір у віці 2 років. Невдовзі батько узяв другий шлюб із Матильдою Гогенлое-Ерінгенською. Від цього союзу принц мав єдинокровних брата та сестру.
У серпні 1835 року його дід зрікся престолу на користь сина, і Карл Гюнтер став першим у лінії престолонаслідування. 
У 1845—1847 роках принци Карл Гюнтер і Леопольд відвідували гімназію Блохмана у Дрездені, яку обрала для них мачуха. За свідченнями, серед вихованців закладу панував здоровий, живий дух, між іншим, цінувалися та старанно виконувались гімнастичні вправи. Наставником спадкоємного принцу до цього був радник консисторії Лудлофф, який супроводжував його і до Дрездену, з часом його змінив гауптман фон Вольфрамсдорф. У Велику п'ятницю 1847 року Карл Гюнтер пройшов конфірмацію.

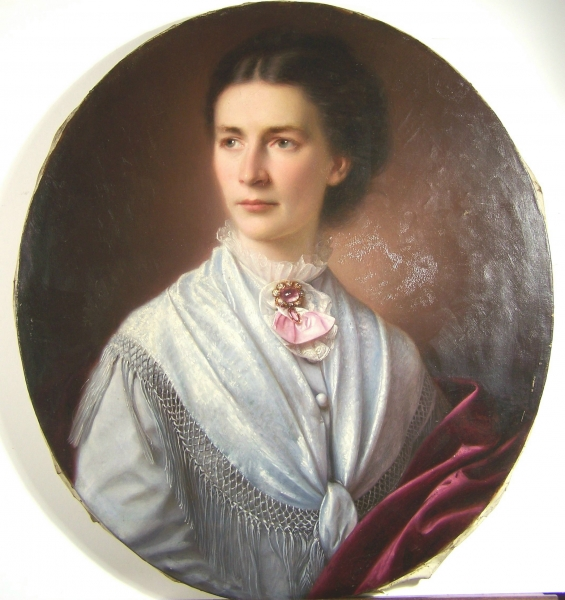
Портрет Марії пензля Густава Вальтера, близько 1870 року, Альтенбурзький замок

У 1848—1849 роках, в ході свого Гранд-туру, брати провели рік у Женеві. Дане місто вважалося тоді «особливо підходящим місцем для виховання синів знатних і багатих батьків». Після чого повернулися через північну Італію, Швейцарію, Францію та Бельгію назад до Німеччини.
1850 року Карл Гюнтер вступив до Боннського університету, де вивчав право та літературу. Незабаром у Мюнстері став до лав прусської армії у чині оберлейтенанта. Його військовим компаньйоном був Рудольф фон Вартенберг. Два роки потому принц став ротмістром, переїхав у 1853 році до Берліну і у 1855 році отримав чин майора. Брав участь у Австро-прусській війні 1866 року. Вже будучи князем, став генералом від інфантерії (18 вересня 1886).
У віці 38 років узяв шлюб із 23-річною принцесою Саксен-Альтенбурзькою Марією, кузиною герцога Ернста. Молоді люди познайомилися у березні 1868 року при дворі Дессау і швидко заручилися. У серпні того ж року мало відбутися весілля, однак було відкладене через хворобу нареченої. Зрештою, 12 червня 1869 року пара повінчалася у замковій кірсі Альтенбурзького замку. Марія цікавилася літературою та історією, в юності багато подорожувала. Шлюб залишився бездітним.

### Правлячий князь
17 липня 1880 року Гюнтер Фрідріх Карл II передав трон синові через стан здоров'я.
Окрім іншого, Карл Гюнтер займався справами освіти та медицини. Вже у 1881, коли положення про приватну власність правлячої династії були заново відрегульовані зі схвалення державного парламенту, він заснував Фонд Карла Гюнтера (нім. Karl-Günther-Stiftung), який був особливо спрямований на підтримку шкільної системи міста Зондерсгаузен. Перед організацією стояло завдання використовувати свої доходи для утримання середніх і початкових шкіл у Зондерсгаузені й Арнштадті, а також для церковних та інших цілей на території князівства. Закон 1883 року щодо Фонду Карла Гюнтера, ухвалив, аби його активи складалися спочатку з основної суми у 900 000 марок як постійний і безвідкличний подарунок від держави з французьких фондів військового відшкодування, а потім із щорічних надходжень у розмірі 300 000 марок.
17 жовтня 1881 року у Зондерсгаузені були відкриті князівська гімназія та реальне училище, а 25 листопада 1888 — фахверковий спортзал. До них додалася школа Карла Гюнтера (нім. Bürgerschule) у 1891 році. 
5 травня 1886 року князь заклав перший камінь майбутньої державної лікарні на пожертвуваній ним ділянці землі. 28 жовтня 1887 року лікарня була відкрита. В ній містилося 42 ліжка, працювало 4 робітника. З приводу срібного весілля 1894 року князівське подружжя заснувало Фонд Карла та Марії (нім. Karl-Marien-Stiftung), куди пожертвувало суму у розмірі 34 944,95 марок. Кошти мали використовуватися для догляду за хворими і, зокрема, на користь дітей, які потребують освіти. Також мало бути виділене безкоштовне ліжко у державній лікарні в Зондерсгаузені, спроектований будинок Карл-Марієн-Хаус в Ебелебені та створений ще один центр з виховання та догляду за маленькими дітьми в районі Арнштадту. У 1895—1907 роках велося будівництво вчительської семінарії при кірсі Хреста.

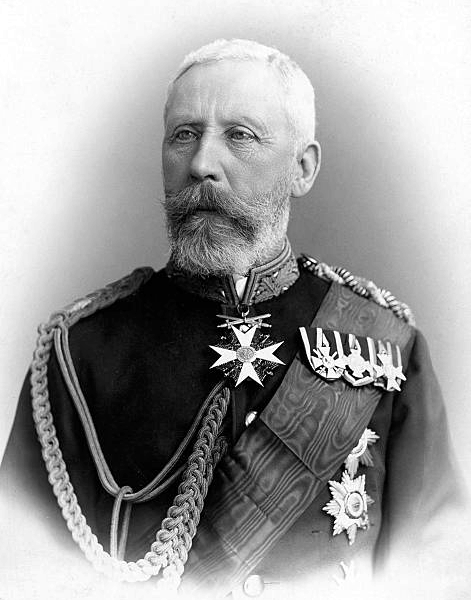
Світлина князя 1896 року

5 квітня 1883 року диригентом придворного оркестру Карлом Шредером у Зондерсгаузені була заснована консерваторія. Від 1897 року при ній був створений власний концертний зал. Одним з найвідоміших її учнів став Макс Регер. Як і за попереднього правителя, навідував столицю Ференц Ліст. Задокументований його візит до Зондерсгаузену на початку травня 1885 року. Відвідини композитором князівства сприяли його репутації як музикального міста. Митець також цінував придворний оркестр, відомий своїм виконанням, так званої, нової німецької музики XIX століття. Про нього він відгукувався як про «велике чудо, замкнене у маленькому містечку».
Ще у 1878 році, за ініціативою франкфуртського приватного банку «Erlanger & Söhne», у Зондерсгаузені був заснований банк «Schwarzburgische Landesbank», а у 1895 — «Schwarzburgische Hypothekenbank». У 1900 році у столиці князівства були зведені військові казарми.
У 1884 році було відкрите залізничне сполучення на ділянці Плауе—Обергоф—Зуль, що сприяло розвиткові туризму. Того ж року у селищі Плауе виявили мінеральні джерела, їхня вода продавалася як лікувальна до 1990-х років під назвою Karl-Marien-Quelle. У 1898 році було відкрите залізничне сполучення Зондерсгаузену з Франкенгаузеном. У 1894—1895 роках — збудована залізнична гілка Арнштадт—Заальфельд.
Відкриття у 1893 році першого калійного рудника між селищами Штокгаузен і Гроссфурра поклало початок індустріалізації князівства. У 1898 році в столиці почалося виробництво електротоварів, що сприяло її подальшому розвиткові. В Арнштадті основною галуззю залишалось виробництво шкіряних пальчаток і взуття. Розвивались у князівстві і керамічна та порцелянова промисловості. Зокрема, у Герені 1883 року викуплений сталеливарний завод був перетворений на порцеляновий. Там же у 1885 році розпочала роботу парова лісопильня «Theodor Kirsch & Sons», яка стала найважливішою промисловою компанією в місті й перетворилася на найбільшу лісопильню у центральній Німеччині. 1886 року до Герену переїхала заснована в Ерфурті фабрика вовняних ляльок.
Населення країни зросло від 71 107 осіб у 1880 році до 85 152 — у 1905-му.

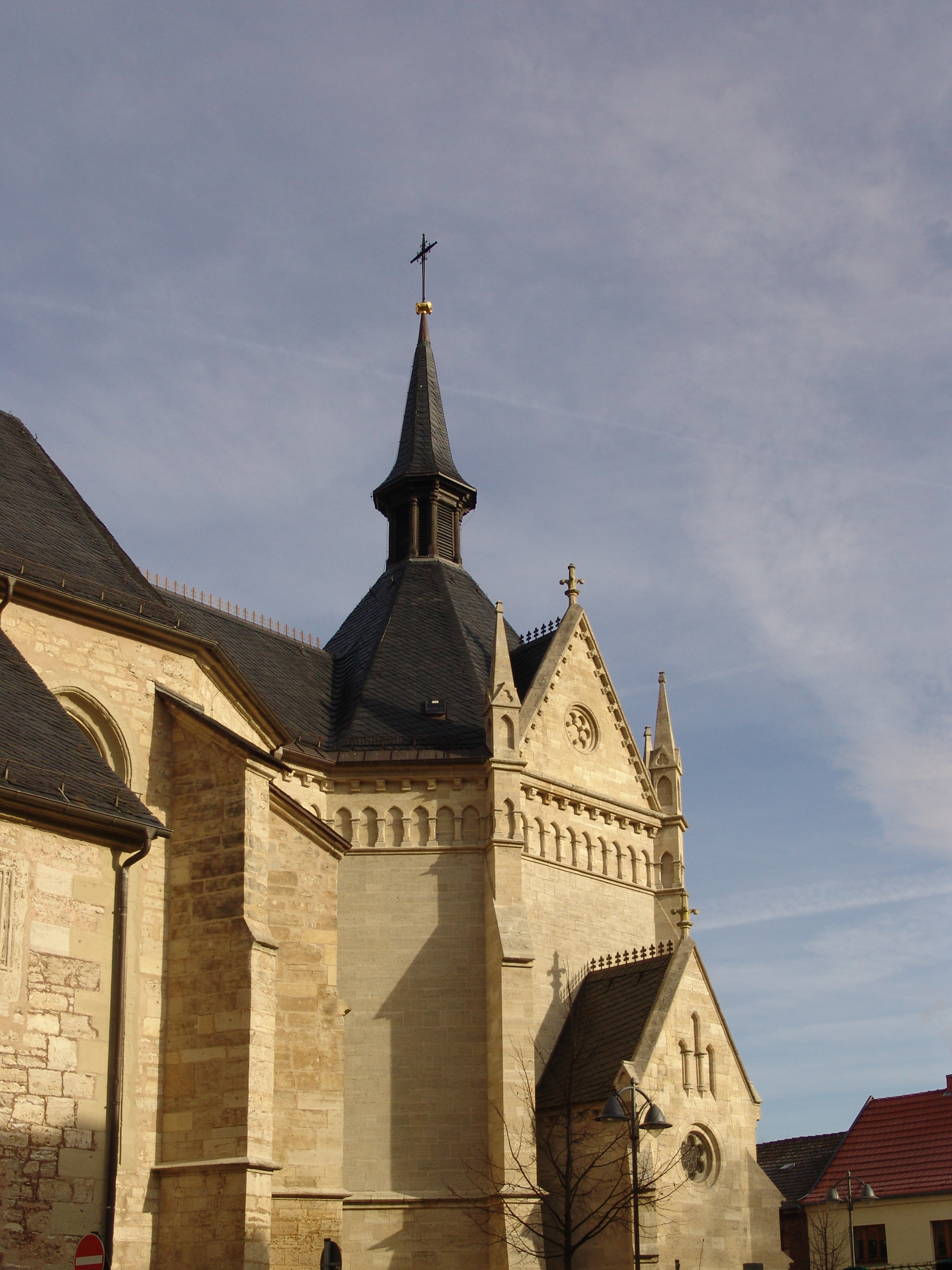
Церква Святої Трійці

Велося церковне будівництво. У 1890—1892 був відремонтований інтер'єр церкви Святої Трійці. 23 липня 1905 року — відкрита будівля церкви Святого Матіаса у Штокгаузені, службу освячення Карл Гюнтер відвідав особисто. До офіційного відкриття поблизу вже були зведені будинок священника, школа та станція дияконіс. У 1908 році була збудована католицька церква святої Єлизавети. Оскільки шлюб князя залишився бездітним, ймовірним спадкоємцем вважався його брат Леопольд. Проте, оскільки той був неодруженим, після нього в країні мала прийти до влади гілка Шварцбургів, що правила у Рудольштадті. Це регулювалося сімейним договором від 7 вересня 1713 року щодо потенційного згасання ліній родини. Оскільки Рудольштадтська гілка також не мала молодих законних спадкоємців, 21 квітня 1896 року Карл Гюнтер, Леопольд та Гюнтер Віктор Шварцбург-Рудольштадтський дішли згоди, що їхнім наступником стане Зіццо фон Лойтенберг. Народжений у морганатичному шлюбі, він був визнаний повноправним членом князівської родини з усіма правами наслідування та отримав титул принца Шварцбург-Рудольштадтського.
Князь був пристрастним мисливцем. 22 жовтня 1906 році на полюванні під Зондерсгаузеном він отримав серйозну травму від пораненого кабана. Для лікування правителя були викликані спеціалісти з Галле та Вюрцбургу. Пізніше Карл Гюнтер намагався видужати у замку Герену та у Вісбадені, однак це мало допомогло, і, зрештою, у 1908 році йому рекомендували тривале лікування у санаторії Ламанна під Дрезденом. Два місяці
виявилося достатньо для значного покращення самопочуття князя, і 30 червня 1908 року він із дружиною повернувся до Зондерсгаузену. Оскільки лікування у Ламанна мало бути повторене, наступної весни правляче подружжя знов вирушило до Дрездена. Перебування в санаторії тривало вже п'ять тижнів, коли раптово у князя з'явилися симптоми хвороби, такі як шлунково-кишкові розлади, бронхіальний катар і порушення серцевої діяльності, що призвело до швидкого занепаду сил.
У неділю 28 березня 1909 о 12.50 Карл Гюнтер помер у санаторії Вайссе Хірше поблизу Дрездена. При кончині князя були присутніми державний міністр Петерсен та гофмаршал Бруун. О 15.00 над тілом була прочитана молитва пастором Людвігом у присутності княгині. Наступного ранку о 7:40 спеціальний похоронний потяг вирушив з Дрездена до Шварцбург-Зондерсгаузену. Карла Гюнтера поховали у князівському мавзолеї церкви Святої Трійці у Зондерсгаузені.
Княгиня Марія виступила з ініціативою будівництва меморіалу на честь чоловіка. У 1911—1912 роках на вершині Довгої гори був зведений монумент. Триметрова бронзова статуя Карла Гюнтера роботи Арно Заухе зображувала государя в образі мисливця на полюванні в капелюсі та з рушницею на плечі. Під час Другої світової війни статуя була демонтована. Із серпня 2010 року на її місці встановлена гіпсова копія.

## Нагороди

### Прусське королівство
- Орден Корони (Пруссія) 1-го класу (14 червня 1864)
- Орден Червоного орла
  - 3-го класу з мечами (1866)
  - великий хрест з мечами на кільці (5 квітня 1875)
- Орден Святого Йоанна (Бранденбург)
  - почесний член (1884)
  - почесний лицар (24 вересня 1889)
- Орден Чорного орла (3 листопада 1892)

### Інші країни
- Орден Альберта Ведмедя, великий хрест (Ангальтське герцогство; 2 серпня 1850)
- Орден Святого Губерта (Баварське королівство; 1850)
- Орден Білого Сокола, великий хрест (Велике герцогство Саксен-Веймар-Айзенаське; 20 липня 1861)
- Орден Заслуг герцога Петра-Фрідріха-Людвіга, великий хрест із золотою короною (Велике герцогство Ольденбурзьке; 9 червня 1869)
- Орден Вендської корони, великий хрест з короною з руди (Мекленбург; 25 січня 1882)
- Орден Вюртемберзької корони, великий хрест (1889)
- Почесний шеф 3-го тюринзького піхотного полку
- Почесний хрест (Шварцбург), великий магістр[27]